# Georg Markus
Georg Markus (* 2. Februar 1951 in Wien) ist ein österreichischer Sachbuchautor und Zeitungskolumnist.

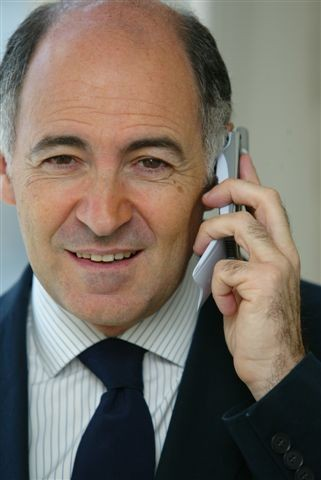
Georg Markus, 2007

## Leben

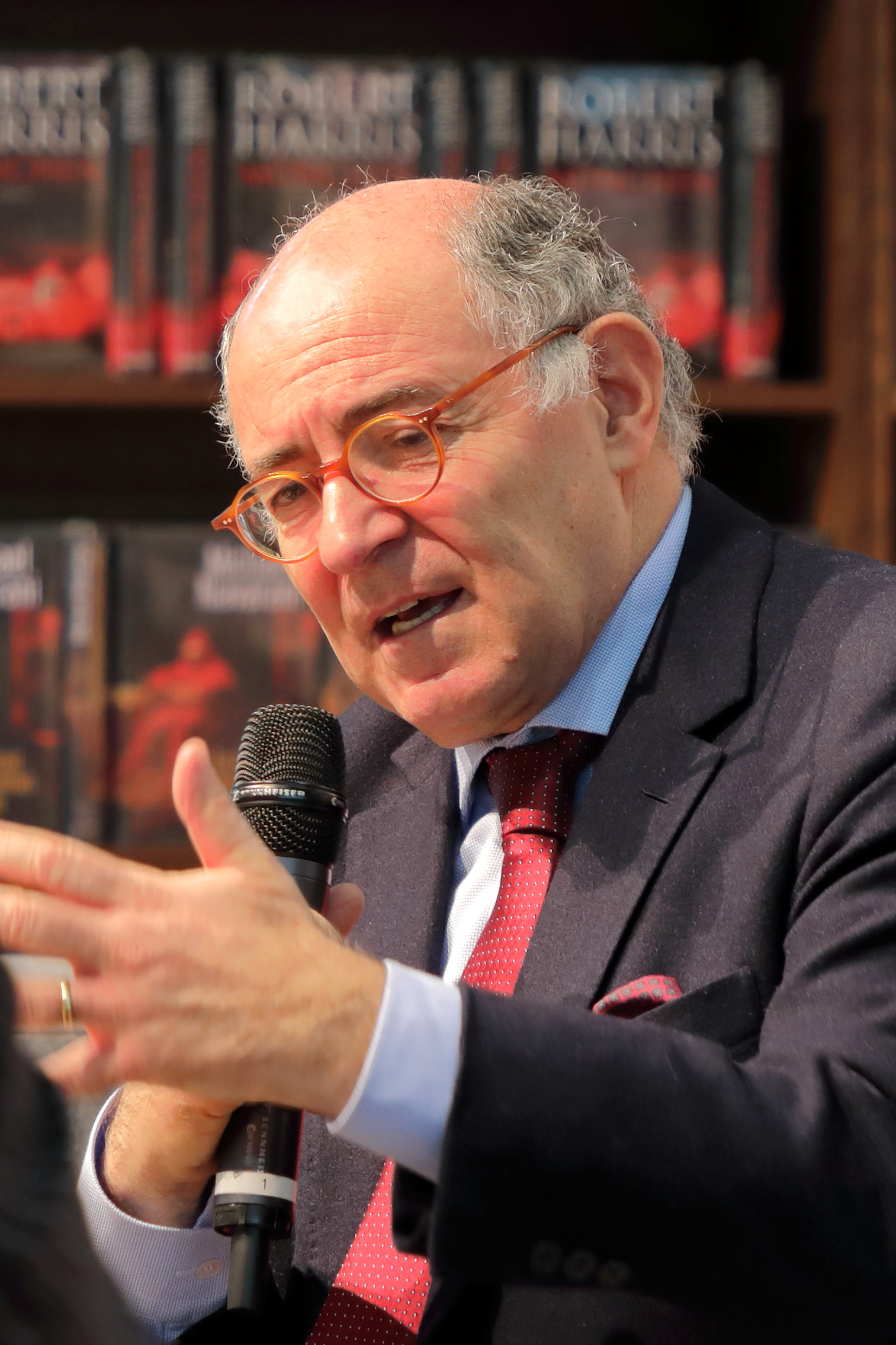
Georg Markus bei der Präsentation seines Buches Fundstücke: Meine Entdeckungsreisen in die Geschichte auf der Wiener Buchmesse 2017

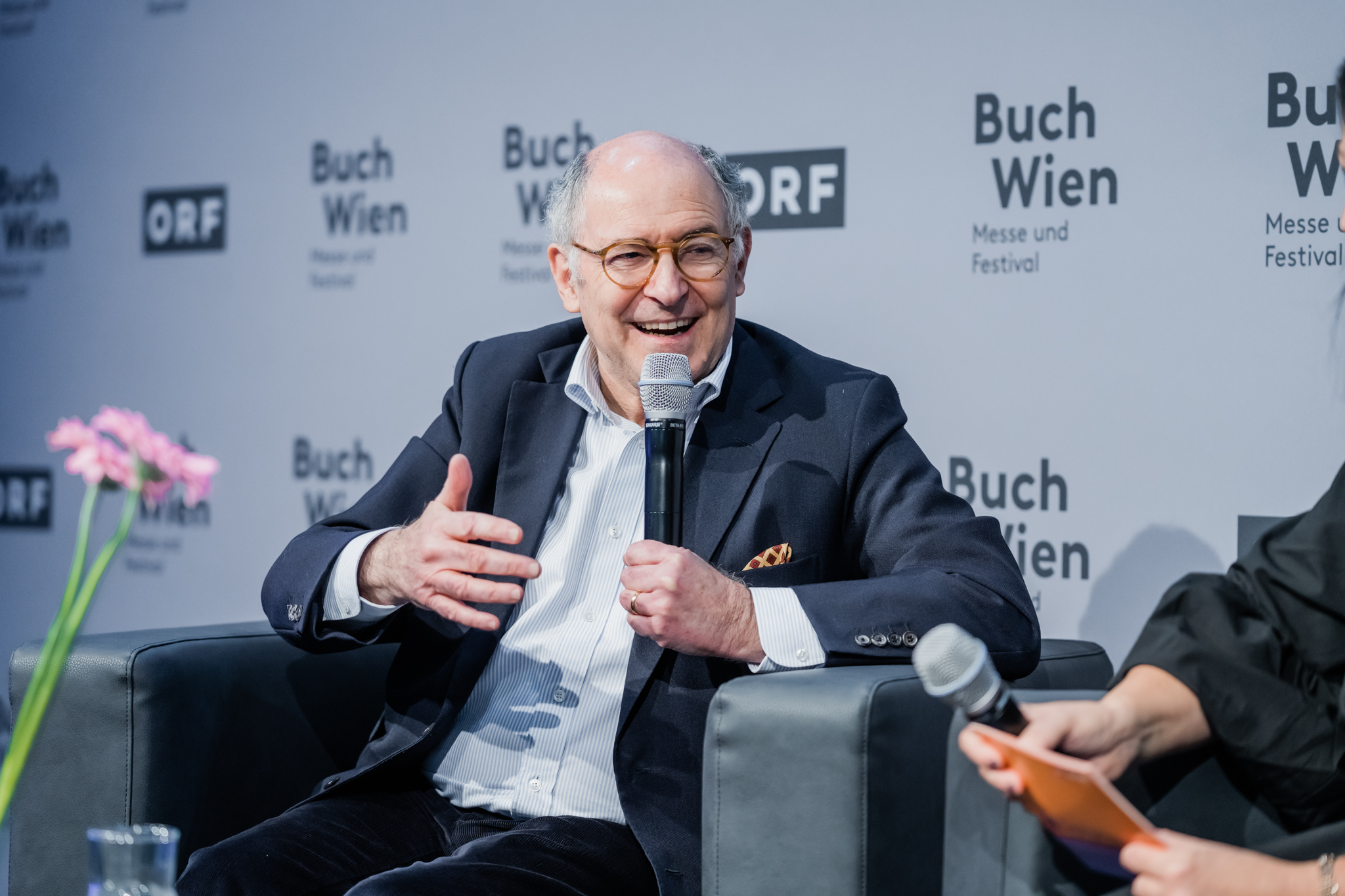
Georg Markus bei der Buch Wien (2022)

Georg Markus war ein Jahr lang Mitarbeiter und Assistent des Kabarettisten Karl Farkas am Kabarett Simpl in Wien, ehe er Journalist und danach auch Schriftsteller wurde. Seine Bücher und Zeitungskolumnen haben historische Themen zum Inhalt, wobei er sich in erster Linie mit österreichischer Zeitgeschichte befasst. Markus’ journalistische Karriere begann 1970 in der Wiener Tageszeitung Kurier, für die er seit 2003 wieder tätig ist. Er verfasste mehr als 40 Bücher, von denen viele in mehrere Sprachen übersetzt wurden. Marcel Prawy nannte Markus „den großen, unerreichten Professor der Austrologie – nicht der Astrologie, sondern der Austrologie“. Und Hugo Portisch urteilte: „Es ist erstaunlich, dass Georg Markus immer wieder neue und spannende Facetten der Geschichte zutage fördert, vor allem aber, wie er es tut: einerseits mit der dafür nötigen Ernsthaftigkeit, andererseits aber auch so, dass seine Bücher zu vergnüglichen Zeitreisen werden.“
In seiner Kolumne Geschichten mit Geschichte schreibt Markus historische Berichte für die Zeitung Kurier. Aufsehen erregte er, als er 1992 den Grabraub der Mary Vetsera aufdeckte, nachdem das Skelett der Geliebten des Kronprinzen Rudolf bei Nacht und Nebel aus ihrer Gruft in Heiligenkreuz bei Wien entwendet worden war. Weltweite Beachtung fand auch seine im März 2009 im Kurier erschienene Artikelserie, in der er zum ersten Mal über den unehelichen Sohn John F. Kennedys mit einer gebürtigen Österreicherin berichtete: Lisa Lanett, 1921 als Elisabeth Hortenau in der Hinterbrühl bei Wien geboren († 13. März 2014 in San Antonio/Texas), behauptete in einem Interview mit Georg Markus, gegen Ende des Zweiten Weltkriegs eine Beziehung mit dem späteren US-Präsidenten gehabt zu haben, der angeblich ihr 1945 geborener Sohn Tony Bohler entsprang. Dieser lebt heute noch in den USA. Hunderte Zeitungen und TV-Sender in aller Welt übernahmen den Exklusivbericht von Georg Markus.
Von März 2000 bis März 2008 gestaltete und moderierte Markus im RadioKulturhaus des ORF die Ö1-Sendereihe Das war's, Erinnerungen an das 20. Jahrhundert. Von 2008 bis 2013 trat er als Erzähler und Conférencier im StadtTheater Walfischgasse in selbst verfassten Programmen auf: Best of Farkas & Co (2008/2009), Die Enkel der Tante Jolesch (2011), Wenn man trotzdem lacht (2012), Neues von der Tante Jolesch (2013).
Markus ist mit der Schauspielerin Daniela Dvorak, Tochter von Felix Dvorak, verheiratet und hat zwei Söhne. Georg Markus ist Mitglied des P.E.N.-Clubs, des Österreichischen Schriftstellerverbands und des Presseclubs Concordia.

## Veröffentlichungen
- Zeitensprünge. Meine Wege in die Vergangenheit. Amalthea Verlag, Wien 2024, ISBN 978-3-99050-276-1.
- Erinnerungen an Gestern. Unbekanntes. Bewegendes. Amüsantes. Amalthea Verlag, Wien 2023, ISBN 978-3-99050-262-4.
- Im Spiegel der Geschichte. Was berühmte Menschen erlebten. Amalthea Verlag, Wien 2022, ISBN 978-3-99050-234-1.
- Zwischen den Zeiten. Momente, die Geschichte schrieben. Amalthea Verlag, Wien 2021, ISBN 978-3-99050-211-2.
- Karl Farkas. Sein Humor. Seine Erfolge. Sein Leben. Mit einem Vorwort von Michael Niavarani, Amalthea Verlag, Wien 2021, ISBN 978-3-99050-203-7.
- Spurensuche. Neue Geschichten aus Österreich, Amalthea Verlag, Wien 2020, ISBN 978-3-99050-188-7.
- Alles aus Neugier. 40 Geschichten aus 40 Jahren, Amalthea Verlag, Wien 2019, ISBN 978-3-99050-160-3.
- Sigmund Freud. Der Mensch und Arzt. Seine Fälle und sein Leben. Die Biografie, Langen Müller Verlag, München ISBN 978-3-7844-3479-7.
- Das gibt’s nur bei uns. Erstaunliche Geschichten aus Österreich, Amalthea Verlag, Wien 2018, ISBN 978-3-99050-074-3.
- Fundstücke. Meine Entdeckungseisen in die Geschichte, Amalthea Verlag, Wien 2017, ISBN 978-3-99050-104-7.
- Hinter verschlossenen Türen. Menschen im Hotel, Amalthea Verlag, Wien 2016, ISBN 978-3-99050-050-7.
- Apropos Gestern. Meine Geschichten hinter der Geschichte, Amalthea Verlag, Wien 2015, ISBN 978-3-99050-004-0.
- Alles nur Zufall? Schicksalsstunden großer Österreicher, Amalthea Verlag, Wien 2014, ISBN 978-3-85002-878-3.
- Es war ganz anders. Geheimnisse der österreichischen Geschichte, Amalthea Verlag, Wien 2013, ISBN 978-3-85002-838-7.
- Wenn man trotzdem lacht, Geschichten und Geschichte des österreichischen Humors, Amalthea Verlag, Wien 2012, ISBN 978-3-85002-804-2.
- Schlag nach bei Markus. Österreich in seinen besten Geschichten und Anekdoten, Amalthea Verlag, Wien 2011, ISBN 978-3-85002-761-8.
- Was uns geblieben ist. Das österreichische Familienbuch, Amalthea Verlag, Wien 2010, ISBN 978-3-85002-723-6.
- Wie die Zeit vergeht. Neues, Heiteres und Spannendes aus Österreichs Geschichte, Amalthea Verlag Wien 2009, ISBN 978-3-85002-685-7.
- Unter uns gesagt. Begegnungen mit Zeitzeugen. Vorwort von Hugo Portisch, Amalthea Verlag Wien 2008, ISBN 978-3-85002-648-2.
- Wie war es wirklich? Indiskrete Fragen an historische Persönlichkeiten. Amalthea Verlag Wien 2007, ISBN 978-3-85002-609-3.
- Die Hörbigers. Biografie einer Familie. Amalthea Verlag, Wien 2006, ISBN 3-85002-565-9.
- Sigmund Freud. Die Biografie. Langen Müller Verlag, München 1989 (Neuauflage 2006). 
  - Übersetzungen: Französisch, Spanisch, Russisch, Polnisch, Tschechisch, Chinesisch, ISBN 3-7844-3041-4.
- Adressen mit Geschichte, Wo berühmte Menschen lebten. Amalthea 2005, ISBN 3-85002-542-X.
- Neues von Gestern. Amalthea 2004, ISBN 3-85002-519-5.
- Das heitere Lexikon der Österreicher. Amalthea 2003, ISBN 3-423-20858-9.
- Meine Reisen in die Vergangenheit. Amalthea 2002.
- Die Enkel der Tante Jolesch. Amalthea 2001, ISBN 3-423-20837-6.
- Die ganz Großen. Erinnerungen an die Lieblinge des Publikums. Amalthea 2000, ISBN 3-85002-448-2.
- Sie werden lachen, es ist ernst. Eine humorvolle Bilanz des 20. Jahrhunderts. Amalthea 1999, ISBN 3-85002-429-6.
- Das kommt nicht wieder. Neue Geschichten aus alten Zeiten. Amalthea Verlag 1997. Übersetzung: Ungarisch, ISBN 3-85002-408-3.
- Es hat uns sehr gefreut. Die besten Anekdoten aus Österreich. Amalthea 1996, ISBN 3-85002-383-4
- Tausend Jahre Kaiserschmarrn. Eine satirische Geschichte Österreichs. Amalthea 1995, ISBN 3-85002-373-7.
- Schuld ist nur das Publikum. Geschichten aus dem Theater. Amalthea 1994, ISBN 3-85002-360-5.
- Das große Karl Farkas Buch. Amalthea 1993, ISBN 3-85002-344-3.
- Kriminalfall Mayerling. Leben und Sterben der Mary Vetsera. Amalthea 1993, Übersetzungen: Englisch, Tschechisch, Japanisch, ISBN 3-85002-343-5.
- Geschichten der Geschichte. Historische Reportagen. Amalthea 1992, ISBN 3-85002-329-X.
- Wiener G’schichten. Die besten Anekdoten zum Nachlesen. Mit einem Vor- und einem Nachwort von Fritz Muliar, 1992, ISBN 3-85002-329-X.
- Hans Moser. Der Nachlass. Kremayr & Scheriau 1989, ISBN 3-218-00495-0.
- G’schichten aus Österreich. Zwischen gestern und heute. Amalthea 1987. Übersetzung: Japanisch, ISBN 3-85002-249-8.
- Der Kaiser Franz Joseph I. Bilder und Dokumente. Vorwort Otto von Habsburg, Amalthea 1985, ISBN 3-85002-205-6.
- Der Fall Redl. Amalthea 1984, ISBN 3-548-34354-6.
- Karl Farkas. „Schau’n Sie sich das an“. Ein Leben für die Heiterkeit. Amalthea Verlag 1983, ISBN 3-85002-181-5
- Katharina Schratt. Die heimliche Frau des Kaisers. Amalthea 1982, Übersetzung: Tschechisch, ISBN 3-548-20987-4.
- Ich trag im Herzen drin ein Stück vom alten Wien. Hans-Moser-Biografie. Vorwort Paul Hörbiger. Herbig 1980, ISBN 3-7766-1044-1.
- Ich hab für euch gespielt. Paul-Hörbiger-Memoiren, Herbig Verlag, München-Wien 1979, ISBN 3-7766-1001-8.

### Als Co-Autor bzw. Herausgeber
- Franz Joseph & Elisabeth: Ein Doppelporträt – A Double Portrait. Deutsche & Englische Ausgabe. Text: Georg Markus & Brigitte Hamann. Amalthea, Wien 2025 ISBN 978-3-99050-288-4
- Stammgäste – Jüdinnen und Juden am Semmering. Herausgegeben von Danielle Spera, mit Beiträgen von Georg Markus, Oliver Rathkolb, Georg Gaugusch u. a. Amalthea, Wien 2024, ISBN 978-3-99050-269-3.
- Christiane Hörbiger – Die Biografie aus der Nähe, von Gerhard Tötschinger. Weitererzählt von Georg Markus. Langen Müller, Stuttgart 2018, ISBN 978-3-7844-3447-6.
- Das Original-Mayerling-Protokoll der Helene Vetsera: Gerechtigkeit für Mary. Georg Markus & Katrin Unterreiner. Amalthea, Wien 2014, ISBN 978-3-85002-863-9.
- Theater in der Josefstadt – Legendäre Geschichten und unvergessene Stars. Herausgegeben von Herbert Föttinger und Christiane Huemer-Strobele. Mit Texten von Georg Markus, Daniel Kehlmann, Peter Turrini, Helmut Qualtinger, Renate Wagner, Robert Schindel, Heinz Marecek, Franz Schuh, Otto Schenk, Max Reinhardt, Helene Thimig, Friedrich Torberg, Carl Zuckmayer u. a. Brandstätter, Wien 2013, ISBN 978-3-85033-729-8.
- Alle Meschugge? Jüdischer Witz und Humor. Herausgegeben von Marcus G. Patka und Alfred Stalzer. Mit Texten von Georg Markus, Werner Schneyder, Paul Chaim Eisenberg, Dani Levy, Joshua Sobol, Lisa Kishon u. a. Amalthea, Wien 2013, ISBN 978-3-85002-825-7.
- In bester Gesellschaft. 25 Jahre Seitenblicke. Herausgegeben und Vorwort von Georg Markus. Amalthea, Wien 2012, ISBN 978-3-85002-808-0.
- Wenn’s euch nur gefällt – 100 Jahre Wiener Kammerspiele. Georg Markus, Otto Schenk, Elfriede Ott, Heinz Marecek; Vorwort von Herbert Föttinger. Amalthea, Wien 2010, ISBN 978-3-85002-724-3.
- Schau’n Sie sich das an! Höhepunkte des österreichischen Kabaretts. Herausgegeben von Ulrike Leitner; Vorwort von Georg Markus. Amalthea, Wien 2009, ISBN 978-3-85002-679-6.
- Johannes Heesters – Ein Mensch und ein Jahrhundert. Simone Rethel-Heesters; Vorwort von Georg Markus. Schwarzkopf & Schwarzkopf, Berlin 2006, ISBN 3-89602-731-X.
- Hans Moser 1880–1964. Mit Beiträgen von Georg Markus, Stefan Grissemann, Ulrike Dembski u. a. Brandstätter, Wien 2004, ISBN 3-85498-361-1.
- Ein neuer Frühling wird in der Heimat blühen. Erinnerungen an prominente Remigranten. Mit Beiträgen von Georg Markus, Herbert Krejci, Peter Weiser, Heinz Kienzl, Erika Weinzierl, Otto Binder u. a.; Vorwort von Thomas Klestil. Deuticke, Wien 2002.
- Marcel Prawy – Glück, das mir verblieb. Mit Beiträgen von Georg Markus, Karl Löbl, Peter Marboe, Georg Kreisler, Christoph Wagner-Trenkwitz, Olive Moorefield, Otto Schenk, Albert Moser, Egon Seefehlner, Clemens Hellsberg, Peter Dusek, Richard von Weizsäcker, Wolfgang Wagner. Brandstätter, Wien 2002, ISBN 3-85498-174-0.
- Die Welt des Karl Farkas. Mit Beträgen von Georg Markus, Robert Dachs, Marcus G. Patka, Alfred Stalzer, Gottfried Schwarz, Ulrich N. Schulenburg u.&;a. Holzhausen, Wien 2001, ISBN 3-85493-034-8.
- Was hinter dem Vorhang passiert. Keine alltäglichen Geschichten aus dem Theateralltag. Herausgegeben von Elfriede Ott. Mit Beiträgen von Georg Markus, Gerhard Bronner, Rudolf Buchbinder, Ioan Holender, Karl Merkatz, Erika Pluhar, Marcel Prawy, u. a. Styria, Graz  1999, ISBN 3-222-12736-0.
- Im Dialog mit Hans Weigel. Freunde und Weggefährten erinnern sich. Mit Beiträgen von Georg Markus, Gerhard Bronner, Milo Dor, André Heller, Georg Kreisler, Helmuth Lohner, Peter Marboe, Trude Marzik, Friederike Mayröcker, Felix Mitterer, Elfriede Ott, Marcel Reich-Ranicki, Franz Vranitzky u. a. Styria, Graz 1998, ISBN 3-222-12575-9.
- Aber der Hugo ließ mich nicht verkommen. Erinnerungen an Hugo Wiener von Cissy Kraner und Georg Markus. Amalthea, Wien 1994, ISBN 3-85002-359-1.
- Ein Walzer muss es sein – Alfred Grünwald und die Wiener Operette. Georg Markus, Henry Grunwald, Marcel Prawy, Hans Weigel. Ueberreuter, Wien 1991, ISBN 3-8000-3373-9.
- Mein Elternhaus. Ein österreichisches Familienalbum. Herausgegeben von Georg Markus. Mit Beiträgen von Bruno Kreisky, Otto von Habsburg, Franz Kardinal König, Josef Meinrad, Erika Pluhar, Peter Alexander, Franz Vranitzky, Marcel Prawy, Erwin Ringel, Fritz Muliar, Erhard Busek, Günther Nenning, Friedensreich Hundertwasser, Hans Weigel, Udo Jürgens, Simon Wiesenthal, Niki Lauda, Gregor von Rezzori, Christiane Hörbiger, Gottfried Reinhardt, Georg Kreisler u. a. Econ, Berlin 1991, ISBN 3-430-16341-2.
- Bei uns in Reichenberg. Maxi Böhms unvollendete Memoiren. Fertig erzählt von Georg Markus. Amalthea, Wien 1983, ISBN 3-85002-177-7.

## Auszeichnungen
- 2019 Goldener Rathausmann[1]
- 2013 Österreichisches Ehrenkreuz für Wissenschaft und Kunst I. Klasse
- 2012 Donauland Sachbuchpreis Danubius
- 2011 Goldenes Ehrenzeichen für Verdienste um das Land Wien
- 2001 Verleihung des Berufstitels Professor durch den österreichischen Bundespräsidenten
- 2003 Goldenes Verdienstzeichen des Landes Wien
- 2025 Großes Ehrenzeichen für Verdienste um das Land Niederösterreich
- 2001 Silver Screen Award des International Film Festival in Chicago für Drehbuch und Moderation der TV-Dokumentation Wer war der Dritte Mann?
- 2002 Gold Globe des World Media Festival in Hamburg für Drehbuch und Moderation der TV-Dokumentation Wer war der Dritte Mann?
- 2007 Franz Schubert Medaille in Gold des Wiener Männergesang-Vereins
- 1985 Dr. Heinrich Drimmel-Preis